# Raionul Henicesk, Herson
Henicesk (în ucraineană Генічеський район, transliterat: Heniceskîi raion) este un raion în regiunea Herson, Ucraina. Are reședința la Henicesk.
Are o suprafață de 6.521,7 km². Populația este de 122.400 locuitori, determinată în 2020.